# جان بروس سكوت
جان بروس سكوت (بالإنجليزية: Jean Bruce Scott)‏ هي ممثلة أمريكية، ولدت في 25 فبراير 1956 في مونتيري في الولايات المتحدة.

## أعمال

### مسلسلات
- بيفرلي هيلز 90210
- ماكجيفر

## وصلات خارجية
- جان بروس سكوت على موقع IMDb (الإنجليزية)
- جان بروس سكوت على موقع ألو سيني (الفرنسية)
- جان بروس سكوت على موقع أول موفي (الإنجليزية)
- جان بروس سكوت على موقع قاعدة بيانات الفيلم (الإنجليزية)
- جان بروس سكوت على موقع كينوبويسك (الروسية)